# Џони Карсон
Џон Вилијам Карсон (енгл. John William Carson; Корнинг, 23. октобар 1925 — Лос Анђелес, 23. јануар 2005) био је амерички телевизијски водитељ, комичар, писац и продуцент. Најпознатији је као домаћин ток-шоуа The Tonight Show од 1962. до 1992. године. Добитник је бројних телевизијских награда међу којима је шест Емија.